# 洲本市立都志小学校
洲本市立都志小学校（すもとしりつ つししょうがっこう）は、兵庫県洲本市五色町都志万歳にある公立小学校。　

## 沿革
- 1873年(明治6年)9月6日 - 都志村立都志小学校開校。
- 1887年(明治20年)4月 - 都志簡易小学校と改称。
- 1888年(明治21年)5月 - 都志尋常小学校と改称。
- 1902年(明治35年) - 都志尋常高等小学校と改称。
- 1941年(昭和16年)4月1日 - 都志国民学校と改称。
- 1947年(昭和22年)4月1日 - 都志町立都志小学校と改称。
- 1956年(昭和31年)9月30日 - 町村合併により、五色町立都志小学校と改称
- 2006年(平成18年)2月11日 - 洲本市との合併に伴い、洲本市立都志小学校と改称。

## 通学区域
- 五色町都志、五色町都志大宮、五色町都志米山、五色町都志大日、五色町都志角川、五色町都志万歳[1]

## 進路状況
ほとんどの児童は洲本市立五色中学校へ進学する。

## 通学区域が隣接している学校
- 洲本市立鳥飼小学校
- 洲本市立広石小学校
- 洲本市立鮎原小学校
- 淡路市立一宮小学校